# Tele2

绿色部分为其提供服务的国家，红色为曾经提供过服务的国家

Tele2 AB是一家总部位于瑞典斯德哥尔摩希斯塔的电信公司，它是北欧和波罗的海周边国家的主要电信服务供应商之一。该公司由Kinnevik成立于1993年。原先在北欧以外的很多国家也提供服务，但后来服务范围逐渐收缩，2005年出售其英国业务。2007年试图出售其德国业务，但未能成交。